# Ziriak Reichert
Ziriak Reichert (* 1888 in Rastatt, Ukraine, Russisches Kaiserreich; † 1. November 1938 in Karaganda, Sowjetunion) war ein russlanddeutscher römisch-katholischer Geistlicher und Märtyrer.

## Leben
Ziriak Reichert wuchs im Bistum Tiraspol auf. Er studierte Theologie im Priesterseminar Saratow und wurde 1893 zum Priester geweiht. Die Stationen seines Wirkens waren: 1895 Elsass (Kutschurgan), 1911 Dekan in Landau, 1928  Wassiljewka. 1935 wurde er in Landau verhaftet, zu 10 Jahren Verbannung verurteilt und im Juni 1936 nach Karkaralinsk deportiert. Nach erneuter Verhaftung kam er 1938 in ein KZ in Karaganda, wurde am 5. Oktober 1938 zum Tode verurteilt und am 1. November erschossen.

## Gedenken
Die Römisch-katholische Kirche in Deutschland nahm Pfarrer Ziriak Reichert als Märtyrer in das deutsche Martyrologium des 20. Jahrhunderts auf.